# Antheacheres
Antheacheres is een geslacht van eenoogkreeftjes uit de familie van de Antheacheridae. De wetenschappelijke naam van het geslacht is voor het eerst geldig gepubliceerd in 1857 door Sars M..

## Soorten
- Antheacheres duebenii Sars M., 1857